# ハドソン・リバー派

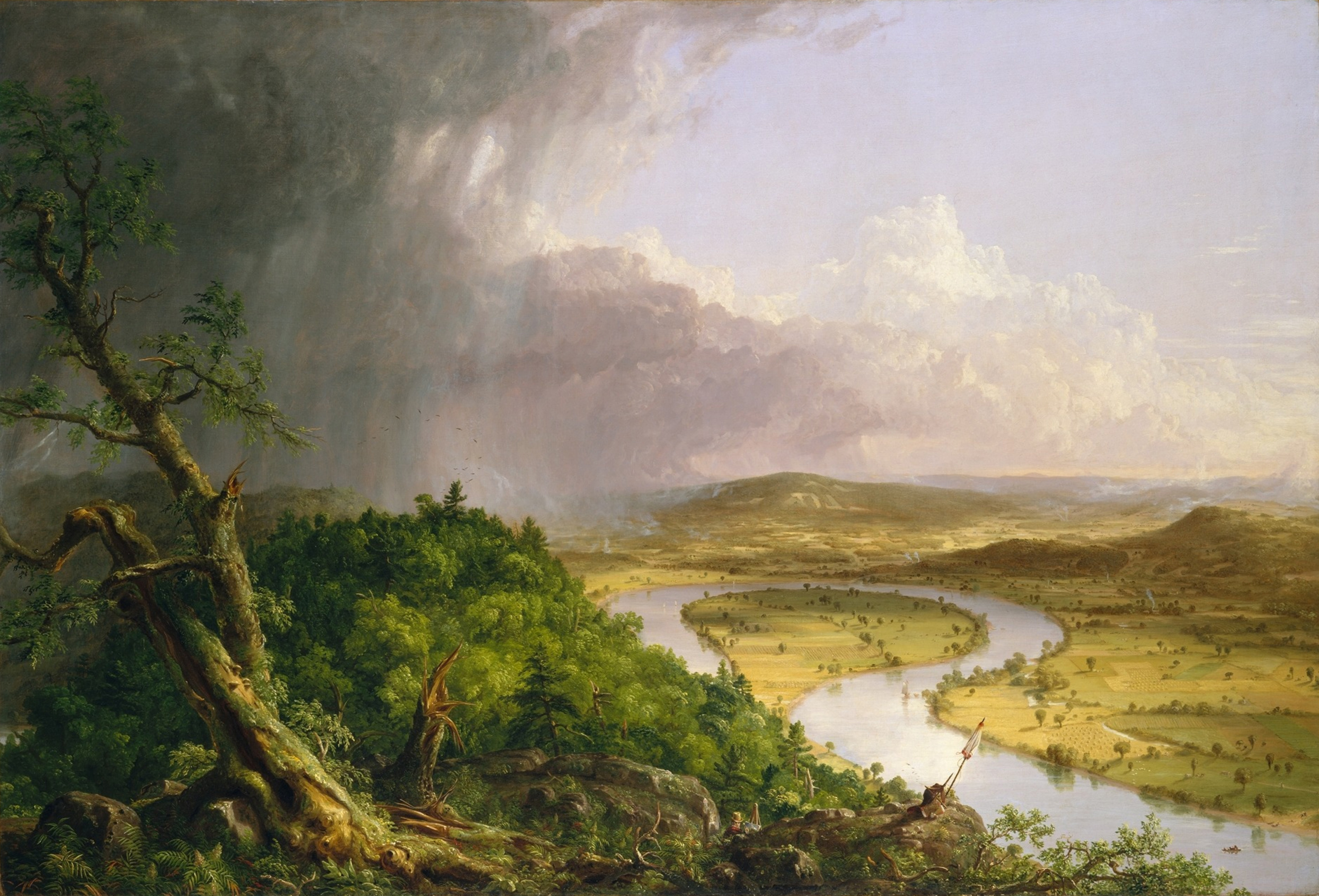
トマス・コール (1801-1848)
嵐の後、マサチューセッツ州、ノーザンプトン、ホリヨーク山からの眺望 または ジ・オックスボウ(川の湾曲部) (1836)

ハドソン・リバー派(ハドソンリバーは、英：Hudson River School)とはロマン派の影響を受けたアメリカの風景画家のグループによる、19世紀中頃の美術運動である。彼らが描いたのはハドソン渓谷とその周辺や、キャッツキル山地、アディロンダック山地、ニューハンプシャー州のホワイト・マウンテンの景色であった。

## 概観
ハドソン・リバー派という言葉を考案した人物、あるいは文献に現れた最初の例ははっきりとはしていない。ニューヨーク・トリビューンの美術評論家クラーレンス・クックまたは風景画家ホーマー・D・マーティン(Howat、3～4ページ)によって使われ始めたのではないかと考えられている。バルビゾン派や印象派が流行しだした当時、この言葉は元々そうレッテルを張られた作品が時代遅れであると軽蔑する意図で使われたものだった。
ハドソン・リバー派の絵画には19世紀アメリカの発見、探検、移住という3つのテーマが映し出されている。また、そこにはアメリカの風景が人と自然が平和的に共存する牧歌的な世界として描かれている。ハドソン・リバー派の絵画は、写実的で細かくしばしば理想化された自然の描写に特徴付けられる。そこには植民地主義政策と荒野も描かれている。ハドソン・リバー派の画家たちは宗教上の信仰の深さはそれぞれであったが一般的にアメリカの風景という自然の中に神の偉大な顕れを観ていた。彼らはクロード・ロラン、ジョン・コンスタブル、ジョゼフ・マロード・ウィリアム・ターナーなどのヨーロッパの画家たちからインスピレーションを得ていた。また、ヘンリー・デイヴィッド・ソローやラルフ・ウォルド・エマーソンといった当時のアメリカの作家と同様にアメリカの自然に対する畏敬の念を抱いていた。
絵を構成する個々の要素が非常にリアルに描かれる一方で、実際に描かれた風景はいくつものシーンや画家のイメージを合成した場合が多かった。絵の素材を集めるためしばしば彼らは尋常でない極限ともいえる環境にも踏み込んでいった。そのような環境では絵を描くことが不可能だったので、画家は無事旅から戻った後で旅の間のスケッチや記憶を元に絵を描いた。

## トマス・コール
トマス・コールはハドソン・リバー派の創始者であると一般的に考えられている。コールはエリー運河が開通した1825年秋にハドソン川を溯る蒸気船に乗った。最初にウェスト・ポイントに立寄った後、キャッツキルの停泊地から西に向かい、その地域最初の風景画を描くためにニューヨーク州のキャッツキル山地東部まで登っていった。彼の作品が最初に取り上げられたのは1825年11月22日の「ニューヨーク・イブニング・ポスト」であった。その頃、緑一色の風景で育った英国生まれのコールはハドソン川周辺の秋の色の輝きに目を見張った。コールの親友アッシャー・デュランドも、ハドソン・リバー派の有名な人物になった。彼は1837年の恐慌で紙幣の原版製作の仕事が無くなった時に一層名を上げた。

## 第二世代
1848年のコールの早世の後に徐々に頭角を現したハドソン・リバー派の第二世代はコールのすばらしい弟子のフレデリック・エドウィン・チャーチ、ジョン・フレデリック・ケンゼット、サンフォード・ロビンソン・ギフォードだった。この第二世代の画家による作品はルミニズムの例またはアメリカ美術のルミニズム運動として説明される。ケンゼット、ギフォード、チャーチを含む彼らの多くはアーティストであるだけでなくニューヨーク市のメトロポリタン美術館の設立者であった。
ハドソン・リバー派の優れた作品の多くが1855年から1875年の間に描かれた。その頃フレデリック・エドウィン・チャーチやアルバート・ビアスタットのような画家は大変な有名人のように扱われた。チャーチが『ナイアガラ』や『北部地方の氷河』のような作品を公開したときには何千という人が列を成しその一つの作品を見るために50セントを支払ったのだった。これらの作品の風景の壮大さはアメリカ人に彼らの広大で人の手の加わらない荒野の土地を思い起こさせ、西部への移住や、国立公園の保全、公園の整備の動きを後押しした。